# Paraphaenodiscus parus
Paraphaenodiscus parus is een vliesvleugelig insect uit de familie Encyrtidae. De wetenschappelijke naam is voor het eerst geldig gepubliceerd in 1915 door Girault.